# جهد القطع

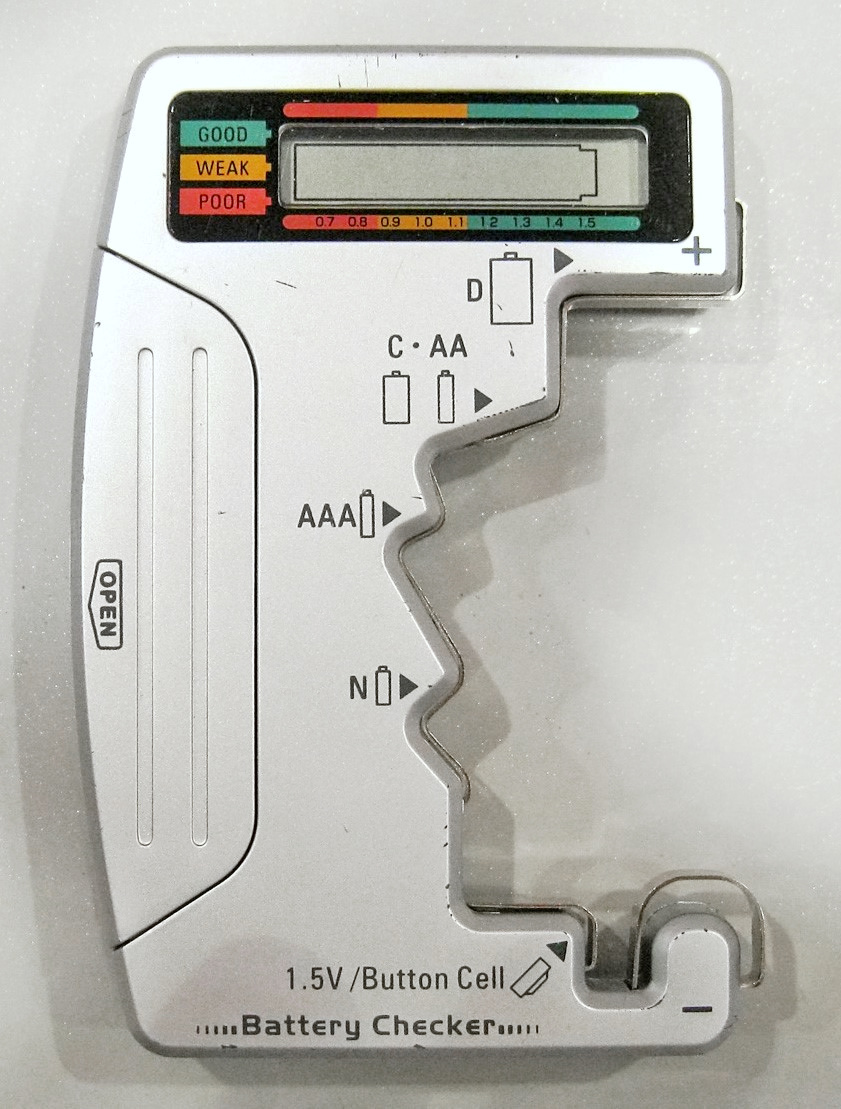

في علم الإلكترونات، يعتبر جهد القطع هو الجهد التي تكون فيه البطارية فارغة بالكامل. وفي الأجهزة الإلكترونية كالهواتف المحموله فإنها تغلق تلقائيا عندما تم الوصول إلى قيمة جهد القطع.

## البطاريات
في البطاريات، يعتبر جهد القطع هو الحد الأدنى للجهد الذي عنده يتم اعتبار البطارية فارغة بالكامل. ويتم تحديد قيمة لهذا الجهد لمعرفة السعة الإنتاجية لكل بطارية. وتختلف قيمة هذا الجهد من بطارية إلي أخرى، فقيمة الجهد تعتمد بشكل كبير على نوع البطارية وطريقة استخدامها.

وعند اختبار سعة كل من بطارية NiMH و NiCd لتحديد قيمة جهد القطع، وجد أن جهد القطع لها هو 1 فولت. 

بينما عند إجراء هذا الاختبار على البطارية القلوية، وجد أن جهد القطع لها هو 0.9 فولت.

### جهد القطع في الأجهزة الإلكترونية المحمولة
يعتبر جهد القطع عالي القيمة هو الأكثر انتشارا بالنسبة للأجهزة الإلكترونية المحمولة. فعلى سبيل المثال، نوع معين من الموبايلات الذي يستخدم بطارية ليثيوم-أيون يقطع عند 3.3 فولت.

## وصلات خارجية
- Samples of Low Voltage Cut-Off Relay Circuits
- Effect of discharge cut off voltage on cycle life of MgNi-based electrode for rechargeable Ni-MH batteries